# Four à chaux de l'Épine au Page
Le four à chaux de l'Épine au Page est un ancien ensemble industriel de four à chaux situé à Montmartin-sur-Mer, dans le département de la Manche, en région Normandie. Le site est inscrit au titre des monuments historiques depuis 1992.

## Localisation
Le four est situé au lieudit les Roncerets.

## Historique
Le four à chaux est construit au début du XIXe siècle.
Un arrêté du 23 avril 1992 inscrit le four au titre des monuments historiques.